# Нижнє (Хмельницький район)
Ни́жнє — село в Україні, у Деражнянській міській громаді Хмельницького району Хмельницької області. Населення становить 577 осіб.

## Історія
7 (20) листопада 1917 року, відповідно до Третього Універсалу Української Центральної Ради, увійшло до складу Української Народної Республіки.
12 червня 2020 року, відповідно до розпорядження Кабінету Міністрів України № 727-р «Про визначення адміністративних центрів та затвердження територій територіальних громад Хмельницької області», увійшло до складу Деражнянської міської громади.
19 липня 2020 року, в результаті адміністративно-територіальної реформи та ліквідації Деражнянського району, село увійшло до складу Хмельницького району.
Колишній орган місцевого самоврядування — Нижнянська сільська рада.

## Символіка

### Герб
На зеленому щиті золоте колесо водяного млина, поверх нього — срібний вилоподібний мурований хрест, що спирається на лазурову хвилясту базу. По сторонам від хреста — золоті тростини у стовп, у лазуровій трикутній главі — золоте сонце. Щит обрамований декоративним картушем i увінчаний золотою сільською короною.

## Відомі люди
- Великий Сергій (25 січня 1988 — 31 жовтня 2023, Роботине). На фасаді будинку культури в Нижньому в роковини загибелі бійця встановлено меморіальну дошку[4].
- Воронюк Артем Юрійович
- Григор'єв Василь Леонідович